# 1989 en sport

Cet article présente les faits marquants de l'année 1989 en sport.

## Automobile
- 24 février : formation d'un Consortium réunissant la Généralité de Catalogne, la mairie de Montmeló et le Real Automòbil Club de Catalunya (RACC), pour la construction d'un nouveau circuit automobile permanent à Barcelone, le Circuit de Catalogne, dont la première pierre est posée ce même jour.
- 22 octobre : le duel au sommet entre les deux coéquipiers de McLaren Alain Prost et Ayrton Senna pour l'attribution du titre de champion du monde de Formule 1 tourne court, lors du GP du Japon, sur le circuit de Suzuka. Senna tente de passer en force, Prost refuse de céder : les deux monoplaces entrent en collision. Prost abandonne, Senna repart, mais est disqualifié pour avoir été poussé par les commissaires. Alain Prost remporte, au volant d'une McLaren-Honda, son troisième titre de champion du monde de Formule 1

## Baseball
Lors d’un match contre les Dodgers de Los Angeles au Stade olympique de Montréal, la mascotte des Expos, Youppi!, était expulsée par l’arbitre Bob Davidson. Le match avait duré 22 manches
- Finale du championnat de France : Paris UC bat Pineuilh.
- Les Athletics d'Oakland remportent la Série mondiale face aux Giants de San Francisco.
- Nolan Ryan enregistre son 5 000e strike-out.

## Basket-ball
- CSP Limoges est champion de France.
- NBA : les Pistons de Détroit sont champions NBA face aux Lakers de Los Angeles

## Cyclisme
- L'Américain Greg LeMond remporte le Tour de France pour 8 secondes devant Laurent Fignon

## Escalade
- Création de la Coupe du monde d'escalade.

## Football américain
- 22 janvier : les 49ers de San Francisco remportent le Super Bowl  XXIII face aux Bengals de Cincinnati, 20 à 16.
- Finale du championnat de France : Castors Paris bat Argonautes Aix.
- Eurobowl III : Legnago Frogs (Italie) 27, Amsterdam Crusaders (Pays-Bas) 23.

## Futsal
- Première édition de la Coupe du monde de futsal sous l'égide de la FIFA, se déroule aux Pays-Bas. Victoire du Brésil.

## Golf
- Mai, Masters : victoire de Nick Faldo.
- Juin, US Open : victoire de  Curtis Strange.
- Juillet, British Open : victoire de  Mark Calcavecchia.
- Août, PGA Championship : victoire de  Payne Stewart.

## Handball
- Février, Championnat du monde masculin B : la France termine à la 5e place, synonyme de participation au Championnat du monde 1990 où elle obtiendra sa qualification pour les Jeux olympiques de Barcelone.
- Mai, Coupe des clubs champions féminine : en finale, le club autrichien d’Hypo Niederösterreich met fin à la domination du club soviétique du Spartak Kiev, vainqueur de 13 des 19 éditions précédentes dont les 4 dernières.
- Mai, Coupe d'Europe des vainqueurs de coupe masculine : pour la première fois, un club de handball français, l'US Créteil, atteint une finale de coupe d'Europe.

## Hockey sur glace
- Les Flames de Calgary remportent la Coupe Stanley.
- Coupe Magnus : Les Français Volants de Paris sont champions de France.
- Lugano champion de Suisse.
- L’Union soviétique remporte le championnat du monde.

## Moto
- Vitesse
  - 500 cm3 : Eddie Lawson (États-Unis) champion du monde en 500 cm3 sur une Yamaha.
  - 250 cm3 : A. Pons (Espagne) champion du monde en 250 cm3 sur une Honda.
  - 125 cm3 : Alex Crivillé (Espagne) champion du monde en 125 cm3 sur une Honda.
- Endurance
- Moto-cross
  - 500 cm3 : Dave Thorpe (Angleterre) est champion du monde en 500 cm3 sur une Honda.
  - 250 cm3 : Jean-Michel Bayle (France) est champion du monde en 250 cm3 sur une Honda.
  - 125 cm3 : Trampas Parker (États-Unis) est champion du monde en 125 cm3 sur une KTM.

## Rugby à XIII
- 14 mai : à Toulouse, Saint-Estève remporte le Championnat de France face au Pontet 23-4.
- 21 mai : à Albi, Avignon remporte la Coupe de France face au Pontet 12-11.

## Rugby à XV
- La France remporte le Tournoi des Cinq Nations pour la quatrième fois consécutivement.
  - Article détaillé : Tournoi des cinq nations 1989
- Le Stade toulousain est champion de France.

## Ski alpin
- Championnats du monde à Vail (USA) : la Suisse remporte 11 médailles, dont 3 d'or.
- Coupe du monde
  - Le Luxembourgeois Marc Girardelli remporte le classement général de la Coupe du monde.
  - La Suissesse Vreni Schneider remporte le classement général de la Coupe du monde féminine.

## Tennis
- Open d'Australie : Ivan Lendl gagne le tournoi masculin, Steffi Graf s'impose chez les féminines.
- Tournoi de Roland-Garros : Michael Chang remporte le tournoi masculin, Arantxa Sánchez Vicario gagne dans le tableau féminin.
- Tournoi de Wimbledon : Boris Becker gagne le tournoi masculin, Steffi Graf s'impose chez les féminines.
- US Open : Boris Becker gagne le tournoi masculin, Steffi Graf gagne chez les féminines.
- L'Allemagne gagne la Coupe Davis face à la Suède en finale (3-2).
  - Article détaillé : Coupe Davis 1989

## Triathlon
- 1er championnat du monde de triathlon courte distance à Avignon en France

## Naissances
- 3 janvier : Automne Pavia, judoka française.
- 22 janvier : Ugo Legrand, judoka français.
- 4 février : Valentina Gounina, joueuse d'échecs russe.
- 24 février : Conor Morrison, joueur professionnel canadien et allemand de hockey sur glace.
- 20 mars : Léa Buet, judokate franco/sénégalaise.
- 21 mars : Jordi Alba footballeur espagnol
- 3 avril : Romain Alessandrini, footballeur français.
- 4 avril : Jonathan Paredes, coureur cycliste colombien. († 19 mai 2025).
- 6 avril : Djamel Bakar footballeur français
- 7 avril : Teddy Riner, judoka français.
- 23 avril :
  - Anders Johnson, sauteur à ski américain.
  - Nicole Vaidišová, joueuse de tennis tchèque.
- 4 mai : Dániel Gyurta, nageur hongrois, spécialiste de la brasse.
- 8 mai : Benoît Paire, joueur de tennis français.
- 14 mai : Chuang Chia-chia, taekwondoïste taïwanaise.
- 31 mai : Matheus Humberto Maximiano, footballeur brésilien.
- 19 juin : Abdelaziz Barrada, footballeur marocain. († 24 octobre 2024).
- 26 juin : Angélique Plaire, athlète néo-calédonienne, spécialiste de l’ultra-trail
- 6 juillet : Damien Perrier, golfeur professionnel français.
- 15 juillet : Alisa Kleybanova, joueuse de tennis russe.
- 16 juillet : Gareth Bale, footballeur gallois.
- 22 juillet : Davide Ancelotti, footballeur italien.
- 28 juillet : Albin Ekdal, footballeur suédois.
- 3 août : Matteo Bruscagin, footballeur italien.
- 5 septembre : Elena Delle Donne, basketteuse américaine.
- 13 septembre : Antonio Santoro, coureur cycliste sur route italien.
- 7 octobre : Kilian Le Blouch, judoka français.
- 28 octobre : Camille Muffat, nageuse française († 9 mars 2015).
- 12 décembre : François Heersbrandt, nageur belge.
- 17 décembre : André Ayew, footballeur ghanéen.
- 26 novembre : Pierre Duprat, judoka français.

## Décès
- 7 février : Robert Oubron, coureur cycliste français. (° 18 avril 1913).
- 13 avril : Sugar Ray Robinson, boxeur américain. (° 3 mai 1921).
- 20 septembre : Richie Ginther, 49 ans, pilote automobile américain, ayant disputé 52 GP de Formule 1 de 1960 à 1966, (° 5 août 1930).
- 3 octobre : James Bickford, bobeur américain (° 2 novembre 1912), a l’âge de 76 ans.
- 28 octobre : Laurent Di Lorto, footballeur français, gardien de but de l'équipe de France pendant la Coupe du Monde 1938 en France. (° 1er janvier 1909).